# Teruaki Kurobe
Teruaki Kurobe, född 6 mars 1978 i Tokushima prefektur, Japan, är en japansk fotbollsspelare.